# Мунго з Глазго

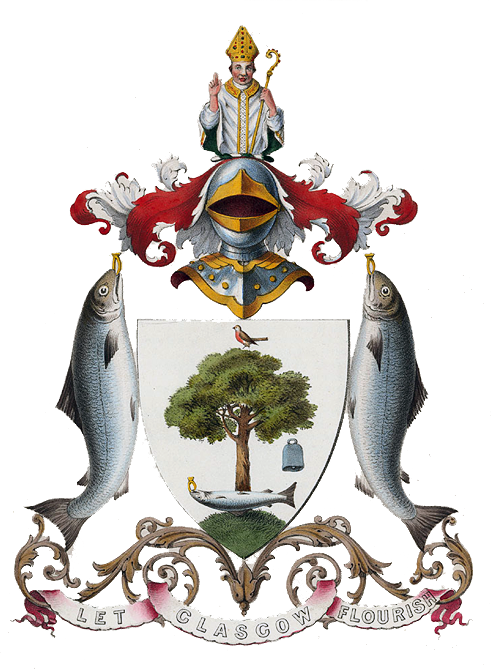
Герб Глазго з зображеним на ньому святим Мунго

Му́нго, також Кентіге́рн  (валл. Cyndeyrn Garthwys; лат. Kentigernus); 518, Кулросс, Шотландія — 13 січня 614, Глазго) — християнський проповідник і місіонер, перший єпископ Глазго та святий покровитель цього міста і всієї Шотландії.

## Біографічні відомості
Відомості про життя святого Мунго містяться в його житії, складенему цистерціанським ченцем Йоселіном (Jocelyn of Furness) з абатства Фурнесс (Furness Abbey) 1185 року. За цим твором, матір'ю Мунго була Тенева, дочка короля Лота Оркнейського, а батьком — король Регеда Оуен ап Уріен. Дитину названо Кентігерном. Нове ім'я — Мунго — він отримав від свого прийомного батька, святого Серфа (Мунго в перекладі з шотландської гельської мови означає «милий»).
У 25-річному віці Мунго почав проповідувати християнство на берегах річки Клайд. За переказами, 540 року Мунго став місцевим єпископом за наполягання короля Стратклайда Рідерха Хаеля. Протягом 13 років він жив у келії в районі нинішнього Глазго.
553 року в Стратклайді спалахнули потужні антихристиянські заворушення, і Мунго був змушений утекти на південь, в Уельс, у монастир Сент-Дейвідс.
Через декілька років він заснував у Лланелві монастир, на чолі якого став учень Мунго, святий Асаф. 573 року Мунго повернувся в Шотландію. Спершу він проповідував учення Христове в Голуеї і був висвячений на єпископа в Дамфрісширі. 581 року оселився в Глазго, де зустрів святого Колумбана Іонського.
Похований Мунго на тому самому місці, де нині стоїть кафедральний собор Глазго, присвячений цьому святому.
День святого Мунго в католицькій, англіканській і пресвітеріанській церквах відзначається 13 січня, у православній церкві — 14 січня.

## Ушанування пам'яті

### У літературі
У романах про Гаррі Поттера існує «Лікарня магічних хвороб і травм імені Святого Мунго».